# NGC 6876
NGC 6876 ist eine elliptische Galaxie vom Hubble-Typ E3 im Sternbild Pfau am Südsternhimmel. Sie ist schätzungsweise 174 Millionen Lichtjahre von der Milchstraße entfernt und hat einen Durchmesser von etwa 140.000 Lichtjahren. Sie ist das hellste Mitglied der zehn Galaxien zählenden NGC 6876-Gruppe (LGG 432).
Im gleichen Himmelsareal befinden sich u. a. die Galaxien NGC 6877, NGC 6880, IC 4972, IC 4981.
Das Objekt wurde von dem Astronomen John Herschel am 27. Juni 1835 entdeckt.

## NGC 6876-Gruppe (LGG 432)
| Galaxie   | Alternativname | Entfernung/Mio. Lj |
| --------- | -------------- | ------------------ |
| NGC 6876  | PGC 64447      | 174                |
| NGC 6877  | PGC 64457      | 193                |
| NGC 6880  | PGC 64479      | 171                |
| IC 4899   | PGC 63799      | 178                |
| IC 4967   | PGC 64396      | 179                |
| IC 4981   | PGC 64486      | 165                |
| IC 4992   | PGC 64597      | 181                |
| PGC 64439 |                | 164                |
| PGC 64472 |                | ?                  |
| PGC 64474 |                | ?                  |